# かに座55番星
かに座55番星（55 Cancri、55 Cnc、かに座ρ（ロー）1星とも）とは、太陽系から41光年の距離にあるかに座の連星系である。太陽に似たG型主系列星（かに座55番星A）と赤色矮星（かに座55番星B）から構成され、2つの天体は1000天文単位以上離れている。
2008年までに、かに座55番星Aの周りには5つの太陽系外惑星が発見されている。最も内側の惑星は海王星に近い質量を持つ岩石惑星かガス惑星、外側の4つの惑星は木星のようなガス惑星と考えられている。
かに座55番星はNASAのTerrestrial Planet Finderの100の優先観測目標のうち63番目に選ばれていたが、この計画は中止された。

## 距離と明るさ
かに座55番星は太陽系近傍の恒星の1つである。ヒッパルコス衛星の観測によればかに座55番星Aの年周視差は79.80ミリ秒で、恒星までの距離は12.5パーセク（41光年）と計算されている。主星の視等級は5.95で、条件が整わないと肉眼での観測は難しいものの双眼鏡を用いれば容易に目視できる。伴星は13等級と暗いため観察には望遠鏡が必要である。

## 恒星
かに座55番星Aは黄色の主系列星に分類されている。半径・質量・表面温度はいずれも太陽よりやや小さく、光度は6-7割である。変光は全く無いか、あってもごく小さいと考えられ、彩層の活動も落ち着いている。
かに座55番星Aには太陽より多くの重元素（ヘリウムより原子番号の大きい元素）が含まれており、例えば鉄の比率は太陽の1.86倍に達している。そのため、SMR (Super Metal Rich) という金属元素の豊富な恒星に分類されている。金属量が多い星の進化には不確かな部分が多く、質量や年齢の推定は難しいが、彩層の活動に着目した研究ではかに座55番星の年齢を55億歳と見積もっている。
SMRの金属量を説明する仮説として原始惑星系円盤から重元素が恒星の大気に降り積もったというものがある。このメカニズムが働くと恒星表面が重元素で汚染され、「見かけ上は」多くの重元素を含む星になる。恒星表面の対流層が深部にまで及んでいなければ、表面の金属量のみが高いまま維持される可能性がある。
サブミリ波による観測では、かに座55番星Aの周りにダスト円盤は見つかっていない。100天文単位以内の領域からの放射は、波長850μmで850mJy未満と測定されており、恒星の周りに存在するダストの総量は地球質量の1万分の1以下と考えられている。ただし、小惑星帯やエッジワース・カイパー・ベルトのような小天体群が存在する可能性は皆無ではない。
かに座55番星Bは太陽より小さく暗い赤色矮星で、かに座55番星Aから1065天文単位離れた場所にある。主星からの距離は大きいが、固有運動を共有しているため、重力によって束縛された伴星と推測されている。かに座55番星B自体が2つの星から構成される連星系であることも示唆されているが、確実なことは分かっていない。

## 惑星系

かに座55番星の惑星と太陽系の軌道の比較。外側の惑星dは描かれていない。

1997年、かに座55番星Aを公転するホットジュピター（高温の木星型惑星）が発見された。惑星は恒星の視線速度の周期的変化を計測する方法（視線速度法）によって発見され、公転周期14.7日、下限質量が木星の78%と計算された。名称としてはかに座55番星bが与えられたが、かに座55番星Bとの混同を避けるためにかに座55番星Abとも呼ばれている。視線速度の変動には単一の惑星では説明不能なずれがあり、外部の軌道に別の惑星が存在する可能性があった。
1998年、かに座55番星の周囲にダスト円盤が存在することが報告された。円盤は太陽系からかに座55番星を見た視線から65度傾いて存在し、半径40天文単位という太陽系のエッジワース・カイパー・ベルトに相当するサイズを持っていた。しかしその後行われた観測では円盤が再確認されることはなく、背景の放射を誤認したものと考えられるようになった。
惑星bの発見以降もかに座55番星の観測は続けられていた。2002年には軌道半径5天文単位の惑星の発見が報告され、かに座55番星dの名前が与えられた。この惑星の影響を取り除いたところ、恒星の視線速度には依然として43日周期の変動が残っており、第三の惑星の存在が示唆された。ただし43日という周期は恒星自体の自転周期に近く、2002年の時点では恒星の活動に由来する可能性も除外できなかった。43日周期で公転する存在の不確かな惑星は、かに座55番星cと命名された。
2004年、かに座55番星b の内側に、2.8日周期で公転する惑星かに座55番星eが発見された。この惑星は海王星と同程度の質量を持ち、巨大な岩石惑星か小さなガス惑星かのいずれかだと考えられている。同時にこの発見に繋がった観測結果を使用して、かねてから存在が疑われていたかに座55番星cの実在が確認された。また、ハッブル宇宙望遠鏡のアストロメトリーによる観測で、最も外側の惑星dの軌道平面は、地球からかに座55番星を見た視線から37度ずれたものであることが明らかになった。

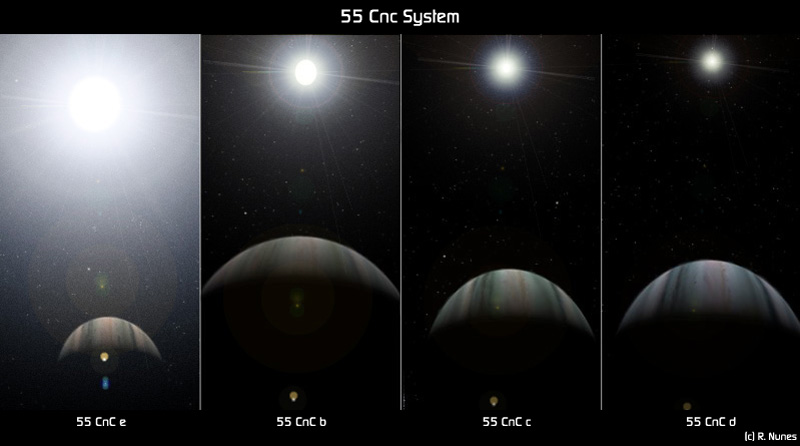
かに座55番星系の惑星。

2005年、観測データを再分析したアメリカのジャック・ウィズダムは、惑星の存在に対して疑問を示した。彼の解析によると、2.8日周期の惑星eの代わりに261日周期の別の海王星サイズの惑星が存在している可能性があった。その後の2007年、公転周期が260日、質量が土星の半分のかに座55番星fが発見され、彼の予言は部分的に的中した。ただしかに座55番星eの存在は否定されなかった。かに座55番星fはハビタブルゾーン内に公転軌道を持ち、巨大な岩石の衛星を持っていればそこに生命が存在する可能性がある。
軌道の安定性の問題から、5つの惑星はほぼ同一平面に沿った軌道を運動していると考えられている。視線速度法単独では惑星の下限質量しか求めることが出来ないが、ハッブル望遠鏡によるアストロメトリーの観測が正しいとすると、惑星の真の質量は下限質量の1.25倍と計算される。
かに座55番星に第6あるいはそれ以上の惑星が存在するならば、惑星fとdの間、あるいはdの外側の軌道が安定である。fとdの間に位置するケースでは、軌道長半径0.9-3.8天文単位で、軌道離心率は0.4以下と考えられている。仮に未知の惑星（ここでは便宜的にgと呼ぶ）の質量が地球の50倍以上とすると、軌道共鳴の観点から公転周期が f:g=2:3、g:d=1:2、g:d=2:3 の整数比になる場合に惑星軌道の安定化が起きる。これらの周期は、具体的には390日、2600日、3500日に相当する。また、dの外側に存在するケースでは軌道半径が10天文単位を超えると安定になる。
2008年、かに座55番星の惑星系に、太陽系に適用されるティティウス・ボーデの法則のような数学的法則を見出そうという研究が行われた。既に発見されている惑星の配置に基づいて予測が行われ、惑星fとdの中間にあたる半径2.0天文単位の軌道（公転周期1130日）と、dの外側の半径15天文単位の軌道（公転周期62年）、それぞれを周回する惑星の存在が予言された。しかし2009年の時点でこれを裏付ける観測結果は存在しない。また、法則は外側にいくつでも惑星の存在を予測できてしまうため、既知の惑星より外側の惑星の予測には適さないという意見もある。さらに、ティティウス・ボーデの法則の科学的根拠は未発見で、単なる偶然の産物という可能性もあるため、これに類似した法則を実際の惑星系に適用することの是非には議論がある。
かに座55番星にはアクティブSETIの一環としてメッセージが送られている。送信にはユーラシア大陸最大のエウパトリア惑星レーダーが使用された。コズミック・コール2と名づけられた電波信号は2003年6月6日に地球を出発し、ヒッパルコス衛星による距離の測定が正しければ、2044年5月に目的地に到達する見込みである。

## 惑星のデータ
| 名称 （恒星に近い順） | 質量               | 軌道長半径 （天文単位） | 公転周期 (日)     | 軌道離心率    | 軌道傾斜角 | 半径 |
| --------------------- | ------------------ | ----------------------- | ----------------- | ------------- | ---------- | ---- |
| e (Janssen)           | >0.034 ± 0.0036 MJ | 0.038 ± 10−6            | 2.81705 ± 0.0001  | 0.07 ± 0.06   | —          | —    |
| b (Galileo)           | >0.824 ± 0.007 MJ  | 0.115 ± 0.000011        | 14.65162 ± 0.0007 | 0.014 ± 0.008 | —          | —    |
| c (Brahe)             | >0.169 ± 0.008 MJ  | 0.240 ± 0.00005         | 43.93 ± 0.021     | 0.086 ± 0.052 | —          | —    |
| f (Harriot)           | >0.144 ± 0.04 MJ   | 0.781 ± 0.007           | 260.00 ± 1.1      | 0.2 ± 0.2     | —          | —    |
| d (Lipperhey)         | >3.835 ± 0.08 MJ   | 5.77 ± 0.11             | 5218 ± 230        | 0.025 ± 0.03  | —          | —    |

## 名称
2015年に国際天文学連合によって太陽系外惑星系の名前の公募と投票が行われた際にこの星系も対象となった。2015年12月15日、国際天文学連合より、オランダのアマチュア天文家団体連盟が提案した以下の名称が選定されたことが発表された。
- 主星：Copernicus - ポーランドの天文学者ニコラウス・コペルニクスに由来。
  - b：Galileo - イタリアの天文学者ガリレオ・ガリレイに由来。
  - c：Brahe - デンマークの天文学者ティコ・ブラーエに由来。
  - d：Lipperhey - オランダのレンズ製作者で、実用的な望遠鏡の発明者の一人とされるハンス・リッペルハイに由来。
  - e：Janssen - オランダの眼鏡職人で、顕微鏡や望遠鏡の発明者の一人とされるサハリアス・ヤンセンに由来。
  - f：Harriot - イギリスの数学者で、初めて望遠鏡で観測した月面図を残したとされるトーマス・ハリオットに由来。